# Wolfsrudel (Bykau)

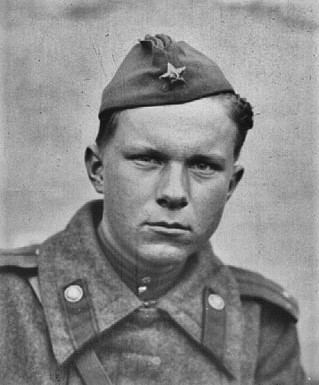
Wassil Bykau im Jahr 1944

Wolfsrudel (belarussisch Воўчая зграя Woutschaja sgraja, russisch Волчья стая Woltschja staja) ist eine Novelle des belarussischen Schriftstellers Wassil Bykau, die 1974 entstand und ein Jahr darauf vom Autor ins Russische übertragen wurde. Der Text wurde 1975 im Heft 7 der zweimal im Monat in Moskau erscheinenden Roman-Zeitung abgedruckt.  Boris Michailowitsch Stepanow, der für Belarusfilm arbeitete, verfilmte die Novelle – ebenfalls 1975 – mit Anatoli Dmitrijewitsch Gratschow als Partisan Ljautschuk und Swetlana Sergejewna Kusnezowa als Funkerin Klawa Scharochina.

## Inhalt
Platonow
Vor dem Kriege hatte Ljautschuk als Kommandeur einer Nachrichtenabteilung in Brest gedient. In seinem Regiment lernte er dort den Hauptmann Viktor Platonow, den Leiter des Kundschafterdienstes beim Regimentsstab, kennen. Nach  der Zerschlagung der Division trafen beide im Frühjahr 1942 bei den Kundschaftern der Partisanen wieder aufeinander. Ende Mai 1942 meldeten sich dort zwei Rotarmisten – geflohene Kriegsgefangene – bei den Partisanen. Letztere erkannten in einem von beiden – dem attraktiven Leningrader Harmonikaspieler Kudrjawzew – nicht den Spion des SD. Kudrjawzew lockte später den routinierten Kundschafter Platonow in einen Hinterhalt. Nachdem Platonow bei dieser Aktion gefallen war, blieb der Verräter Kudrjawzew verschwunden. Ljautschuk wurde kurz nach dem Vorkommnis als einfacher MG-Schütze in eine Partisanen-Kompanie versetzt.
Rahmenerzählung
Anfang der 1970er Jahre steigt der Kriegsinvalide Ljautschuk auf dem Bahnhof einer nicht benannten sowjetischen Großstadt aus und begibt sich auf die Suche nach der Wohnung von Viktors Sohn. Der Belarusse Ljautschuk hat den vor dreißig Jahren geborenen Viktor aus den Augen verloren und nun endlich dessen Wohnanschrift Kosmonautenstraße 78 ermittelt. Auf dem Anmarsch zu der Adresse kommen die Erinnerungen im Protagonisten hoch – Episoden aus dem Vernichtungskrieg gegen die Sowjetunion auf dem Territorium von Belarus:
Binnenerzählung
Sommer in Belarus: Die Partisanen-Einheit Heroiski-Brigade des MG-Schützen Ljautschuk ist im belarussischen versumpften Wald eingekesselt und soll im bevorstehenden fünften Angriffsversuch des von den Deutschen eingesetzten Strafkommandos aufgerieben werden. Nur für einen Moment wagt sich Ljautschuk in einer Kampfpause leichtsinnig ein Stückchen aus seinem Schützenloch heraus und wird prompt von einem gegnerischen Gewehrschuss in die Schulter verletzt. Der Verwundete muss auf Befehl seines Kompaniechefs das wohlgehegte und gepflegte MG einem anderen Partisanen übergeben, wird in der Etappe von einem Arzt, der vor dem Kriege als Zahnarzt praktizierte, verbunden und bekommt von Kompaniechef eine neue Aufgabe. Ljautschuk erhält das Kommando über einen Krankentransport aus dem Kessel über einen Knüppeldamm zur benachbarten Brigade des Ersten Mai. Auf dem Pferdewagen des 45-jährigen Fuhrmanns der Sanitätseinheit Hrybajed liegen noch die junge hochschwangere Moskauer Funkerin Klawa Scharochina und der schwerverwundete Fallschirmjäger Zichanau. Ljautschuk, der lediglich mit einem Browning bewaffnet ist, schielt begehrlich auf Zichanaus MPi. Für den bevorstehenden Durchstoß aus der Umzingelung zur 25 Kilometer entfernten Brigade des Ersten Mai könnte der neuernannte Kommandeur Ljautschuk diese Waffe gut gebrauchen. Der im Sterben liegende, offenbar erblindete Fallschirmjäger hält jedoch seine MPi krampfhaft fest. Weil Ljautschuk am Knüppeldamm lauernde Deutsche vermutet, fährt er gegen den Willen des Fuhrmanns Hrybajed und gegen die Empfehlung der Partisanen-Kundschafter durch den Sumpf. Als hinterm Sumpf im Gebüsch zwischen Wagen deutsche Uniformen sichtbar werden, befiehlt Ljautschuk lautloses Abwarten. Zichanau verliert die Nerven und erschießt sich. Klawa rätselt: „Vielleicht hat er es für uns getan?“ Ljautschuk nimmt die MPi an sich.
Kurz bevor Klawa niederkommt, erreichen die drei eine Tenne mit Getreidedarre. Klawa bringt einen gesunden Jungen zur Welt. Hrybajed findet, der Neugeborene ist seinem Vater, dem Hauptmann Viktor Platonow, wie aus dem Gesicht geschnitten. Kollaborierende Polizei mit Kudrjawzew im Gefolge bekommt Wind von dem Versteck, greift an und schießt die Tenne in Brand. Ljautschuk hält die Stellung und kann, in Atemnot, als bereits seine Bekleidung brennt, aus der Tenne flüchten. Als Kommandeur der Unternehmung fühlt er sich für seine Leute verantwortlich, geht zurück, findet den gefallenen Hrybajed und – ein Wunder – den lebenden Neugeborenen. Die junge Mutter Klawa bleibt spurlos verschwunden. Ljautschuk muss mit dem Wickelkind vor einem deutschen Suchtrupp, der mehrere Spürhunde mitführt, über das nahe Erlengebüsch in den Sumpf flüchten. Glücklicherweise verlieren die Hunde die Spur. Ljautschuk wird später, am Rande des Sumpfes angekommen, von Partisanen erkannt. Er kann den Säugling dem Partisanen Kulesch von der Kirow-Brigade übergeben. Kulesch fragt nach dem Namen des Jungen. Ljautschuk nennt das zwei Tage alte Kind Viktor Platonow. Der Partisan übergibt Viktor im Familienlager einer Mutter. Ljautschuk muss sich sofort in eine Partisanenkompanie einreihen und an der Seite der Eingekesselten kämpfen. Ljautschuk verschweigt seine Verwundung.
Später wird Ljautschuk ein Arm abgenommen. Wieder genesen, versorgt er anstelle von Hrybajed die Pferde der Sanitätseinheit
Titel
In einer der Episoden aus der Partisanenzeit wird Ljautschuk im Winter von einem Wolfsrudel eingekreist und kann den Raubtieren entkommen. Dem Leser wird der Sinn dieses Einschubs erst am Ende der Novelle klar, als Wassil Bykau über den Ljautschuk der 1970er Jahre schreibt: „Er lebte von Vergangenem, und da stand an erster Stelle der kleine Junge, den er vor dem Wolfsrudel gerettet … hatte.“ Das titelgebende Rudel ist bei Wassil Bykau der deutsche Suchtrupp mit seinen Spürhunden.

## Rezeption
Lola Debüser geht im Mai 1975 auf den Novellenschluss ein. Ljautschuk hat die Wohnung des mittlerweile 30-jährigen Viktor gefunden und wird von diesem freundlich hereingebeten. In dem Moment schließt der Autor. Dazu Debüser: „Es kommt ihm [Bykau] nicht auf die Begegnung mit diesem jungen Mann an, sondern auf die Gedanken und Gefühle, die den früheren Partisanen heute bewegen.“

## Deutschsprachige Ausgaben
- Wolfsrudel. Aus dem Russischen von Ruprecht Willnow. S. 429–575 in Wassil Bykau: Novellen. Band 2. Mit einem Nachwort von Lola Debüser. Verlag Volk und Welt. Berlin 1976 (1. Aufl., verwendete Ausgabe)

## Anmerkung
1. ↑  Wahrscheinlich ist der Sommer 1944 gemeint, denn „Weihnachten dreiundvierzig“ (Verwendete Ausgabe, S. 534, 10. Z.v.o.) ist Geschichte.